# Investigació mèdica

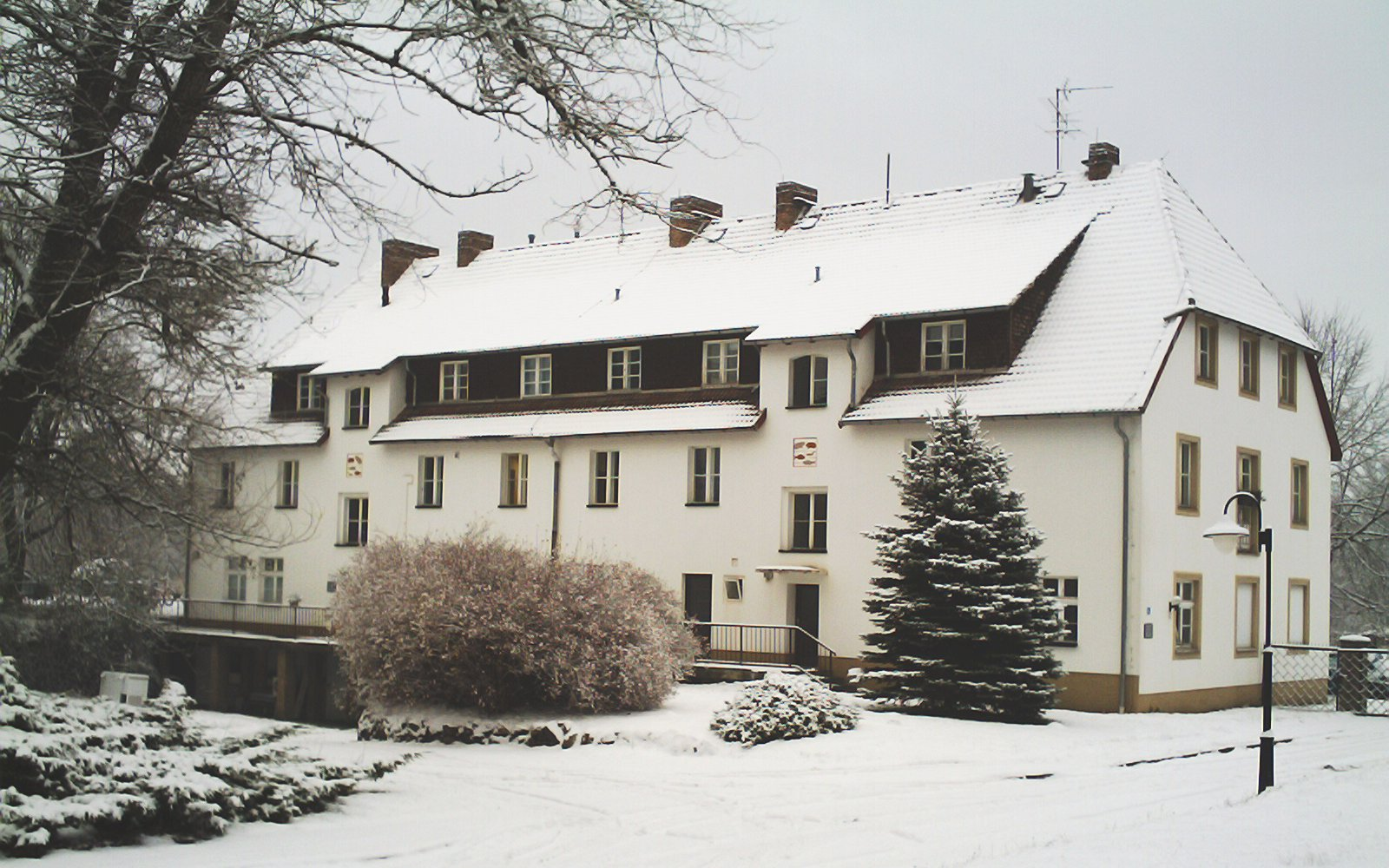
Institut de Recerca Gerhardt Katsch sobre la diabetis Karlsburg (Alemanya)

La investigació mèdica és aquella que cerca nous béns i serveis encaminats a preservar i protegir la salut de les persones. La investigació mèdica se sol diferenciar en recerca bàsica i recerca clínica:
- La investigació mèdica bàsica té com a objectiu conèixer el cos humà i els seus malalties.
- La investigació mèdica clínica es basa en els resultats de la investigació bàsica per inventar i demostrar l'eficàcia de nous tractaments i tècniques.

En no ser la medicina una ciència exacta, com si ho són les matemàtiques, és molt experimental, ja que un remei pot servir per al 90% de la població però no per això ha de servir al 10% restant. Tots els avenços en les investigacions són utilitzades diàriament pels professionals de la medicina, ja que cada nou medicament o cada nova operació són aplicacions directes de la investigació mèdica.
En molts països en estudiar la carrera de medicina es ressalta la importància de la investigació constant, ja sigui teòricament o mitjançant treballs i exposicións, existint en moltes universitats un títol de postgrau en investigació mèdica.

## Ètica

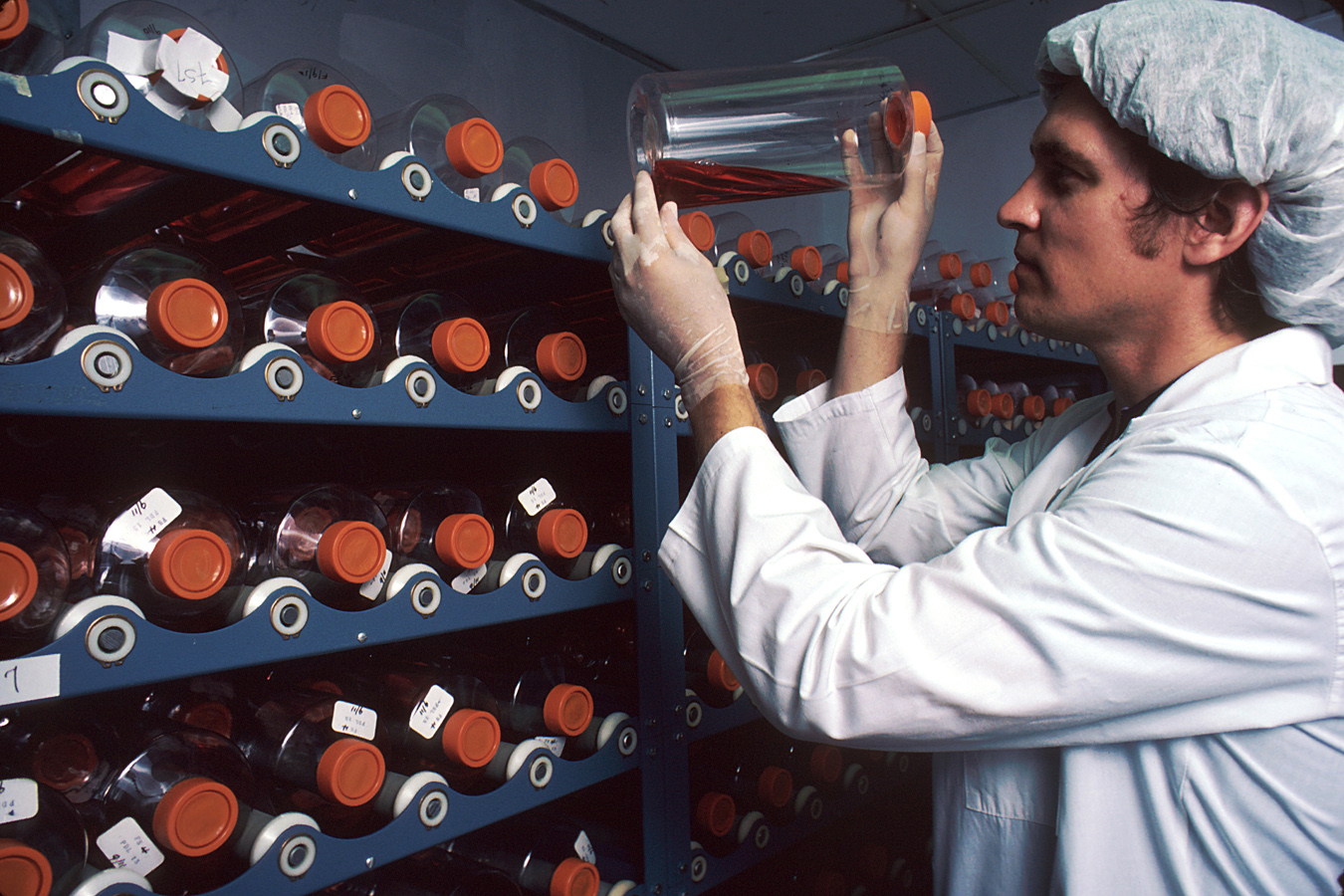
Cultiu cel·lular

Abans de la Segona Guerra Mundial molts dels grans investigadors metges dels segles xix i xx feien els experiments sense consentiment dels seus pacients i sense preocupar en absolut del seu benestar.
Durant l'època nazi a Alemanya es van realitzar molts experiments sense tenir en compte l'estat del pacient. Aquests metges van ser condemnats en els Judicis de Nuremberg com a criminals de guerra.

### Tractats

#### Codi de Nuremberg
El Codi de Nuremberg recull una sèrie de principis que regeixen l'experimentació amb éssers humans, que va resultar de les deliberacions dels Judicis de Nuremberg, al final de la Segona Guerra Mundial. Específicament, el Codi respon a les deliberacions i arguments per les quals van ser enjudiciats la jerarquia nazi i alguns metges pel tractament inhumà que van donar als presoners dels camps de concentració, com ara els experiments mèdics del Dr Josef Mengele.
El Codi de Nuremberg va ser publicat el 20 d'agost de 1947, després de la celebració dels Judicis de Nuremberg (entre agost de 1945 i octubre de 1946). S'hi recullen principis orientatius de l'experimentació mèdica en éssers humans, perquè durant el judici varis dels acusats van argüir que els experiments diferien poc dels duts a terme abans de la guerra, ja que no existien lleis que categoritzessin de legals o il·legals els experiments.

#### Declaració de Hèlsinki
La Declaració de Hèlsinki va ser promulgada per l'Associació Mèdica Mundial (WMA) com un cos de principis ètics que han de guiar la comunitat mèdica i altres persones que es dediquen a l'experimentació amb éssers humans. Per molts és considerada com el document més important en l'ètica de la investigació amb éssers humans, tot i que no és un instrument legal que vinculi internacionalment. La seva autoritat emana del grau de codificació interna i de la influència que ha guanyat a nivell nacional i internacional.

## Institucions a Espanya
- Ministeri de Ciència i Innovació d'Espanya[10]
- IDIBAPS - Institut d'Investigacions Biomèdiques August Pi i Sunyer - Barcelona, Espanya - IDIBAPS[11]
- Centre de Regulació Genòmica (CRG)
- Universitat Pompeu Fabra (UPF)
- Institut de Recerca Biomèdica (IRB) - Centre de Supercomputació de Barcelona (BSC) o Centre Nacional de Supercomputació (CNS),
- Institut Nacional de Bioinformàtica - INB Universitat de Barcelona
- Centre Nacional de Biotecnologia - CNB-CSIC - Consell Superior d'Investigacions Científiques - Espanya - CNB-CSIC
- Centre Nacional d'Anàlisi Genòmica - (CNAG)- Parc Científic de Barcelona (PCB)[12][13]
- Institut d'Investigació Biomèdica de Bellvitge - IDIBELL